# USNS Medgar Evers (T-AKE-13)
USNS Medgar Evers (T-AKE-13) – okręt zaopatrzeniowy typu Lewis and Clark należący do US Navy. Nazwa statku upamiętnia Medgara Eversa – weterana II wojny światowej i działacza na rzecz praw człowieka.
Kontrakt na budowę statku podpisano 9 października 2009 r. w San Diego (stan Kalifornia). Wtedy to podano także do wiadomości publicznej patrona statku. Stępka została położona 26 października 2010 r. 
USNS „Medgar Evers” jest trzynastym statkiem klasy Lewis and Clark.